# Alfred Flatow
Alfred Flatow, né le 3 octobre 1869 et mort le 28 décembre 1942, est un gymnaste allemand, champion olympique lors des Jeux olympiques d'été de 1896 à Athènes.

## Biographie
Avec l'équipe des barres parallèles (Fritz Hofmann, Conrad Böcker, Alfred Flatow, Gustav Felix Flatow, Georg Hilmar, Fritz Manteuffel, Karl Neukirch, Richard Röstel, Gustav Schuft, Carl Schuhmann, Hermann Weingärtner), il remporte l'or. Il répète cet exploit avec l'équipe de la barre fixe (Fritz Hofmann, Conrad Böcker, Alfred Flatow, Gustav Flatow, Georg Hilmar, Fritz Manteuffel, Karl Neukirch, Richard Röstel, Gustav Schuft, Carl Schuhmann, Hermann Weingärtner). Individuellement, il termine aussi premier des barres parallèles, et sur le podium de la barre fixe. Il participe aussi à l'épreuve individuelle de cheval d'arçon, des anneaux, et du saut de cheval, sans être médaillé.
Avec un palmarès de quatre médailles, c'est l'un des athlètes les plus titrés de ces premiers jeux modernes.
Après l'arrivée des nazis au pouvoir en Allemagne en 1933, il part aux Pays-Bas en 1938 car il est Juif. Quand l'Allemagne nazie envahit les Pays-Bas, il est arrêté et déporté au camp de concentration de Theresienstadt, où il meurt à l'âge de 73 ans,. Son cousin Gustav Flatow est aussi victime de la Shoah, il meurt à Theresienstadt en 1945.

## Palmarès

### Jeux olympiques
- Athènes 1896
  -  Médaille d'or à l'épreuve des barres parallèles
  -  Médaille d'or à l'épreuve des barres parallèles par équipes
  -  Médaille d'or à l'épreuve de barre fixe par équipes
  -  Médaille d'argent à l'épreuve de barre fixe